# Municipal Grecia
La Asociación Deportiva Municipal Grecia es un club costarricense de fútbol, ubicado en la ciudad de Grecia en la provincia de Alajuela. Actualmente juega en la Segunda División de Costa Rica.

## Historia
En 1998 un grupo de vecinos de Grecia, liderados por el exdiputado Everardo Rodríguez se dieron a la tarea de brindarles una nueva opción deportiva a este cantón alajuelense, los griegos sintieron la necesidad de contar con un equipo de fútbol en su comunidad, lo que les motivó buscar una franquicia que le diera la oportunidad de jugar en el fútbol no aficionado.
El sueño de los griegos se hizo realidad cuando tomaron la franquicia del equipo American FC de Alajuela, y así se fundó el Municipal Grecia un 16 de agosto de 1998.

### Primera Junta Directiva
La primera junta directiva, fundadora de la Asociación Deportiva Municipal Grecia. Su primer presidente fue el Dr. Luis Fernando Barrantes Ramírez.
- Presidente:  Fernando Alfaro
- Vicepresidente: Lic. Francisco Murillo Quesada
- Secretario: Lic. Norman Muñoz Moraga
- Vocales: Lic. Adrián Barquero Saborío y Omar Rodríguez Bastos
- Tesorero: Lic. Jorge Ignacio Blanco Ugalde
- Fiscal: Lic. Rodolfo Alfaro Morera

### Debut
El debut se dio el domingo 13 de setiembre de 1998 en el Estadio Luis Ángel Calderón, donde igualaron a dos goles con el equipo de Puriscal, al mando del director técnico Eduardo Torres, en ese primer año se ubicaron en la cuarta casilla de la liga de promoción. En esa ocasión las dos anotaciones griegas fueron por parte de Randall Pitufo Cortés.
En la temporada 2003-2004 obtuvieron el subcampeonato de apertura, la final la disputaron contra la Asociación Deportiva Cartagena, el primer juego lo igualaron a dos goles en el estadio Allen Riggioni, y en casa de los pamperos cayeron 2 a 1 en esa oportunidad la prensa deportiva nombró al Municipal Grecia como equipo revelación de la temporada, en la era de Mauricio Montero como director técnico.

### Primer campeonato
En la temporada 2007-2008, al mando del director técnico uruguayo Hernán Fernando Sosa, el Municipal Grecia se proclamó campeón de apertura en la liga de ascenso al ganar la serie ante el Saprissa de Corazón; partido disputado en el estadio Ricardo Saprissa el 26 de diciembre del 2007, con un marcador de cero a cero. En el primer juego el Municipal Grecia había vencido 2-1 al conjunto morado.
Meses más tarde, el Municipal Grecia perdió la final por el ascenso ante Ramonense al caer en la tanda de penales; partido disputado en el estadio Guillermo Vargas el 25 de mayo del 2008.
| Alineación: - José Eugenio Cruz - Fausto Klinger - Alejandro Núñez - Junior Rojas - César González - Juan Martín Juárez - Logan Santamaría - Gustavo Alvarado - Armando Villalobos - Jorge Vargas - Ronald Rodríguez |  | Campeón 2007 Cruz Klinger Núñez Rojas González Alvarado Villalobos Vargas Rodríguez Santamaría Juárez |
| Campeón 2007 Cruz Klinger Núñez Rojas González Alvarado Villalobos Vargas Rodríguez Santamaría Juárez |  | |

### Temporada 2016-2017
Para la Temporada 2016-17 el equipo toma un nuevo aire tras ser administrado por una agrupación liderada por los exfutbolistas Walter Centeno, Fernando Paniagua y Allan Alemán, tomando el cargo de entrenador, Gerente deportivo y jugador, respectivamente.
En el Torneo Apertura 2016 el equipo clasifica de primero en el grupo B y de la General con 29 puntos; diez partidos ganados, dos empatados y tres perdidos. Siendo además el equipo más goleador de la fase clasificatoria con 41 goles a favor y 18 en contra.
Sin embargo ante la sorpresa de todos, el Municipal Grecia quedó eliminado en cuartos de final ante el Uruguay de Coronado, quién había avanzado de último como un mejor tercero y que consiguió llegar a la final del certamen ante Jicaral, la cual perdió.
En el Torneo de Clausura 2017 se proclama campeón por segunda vez en su historia tras un inicio de campeonato un poco complicado, logró su clasificación a los cuartos de final como uno de los mejores terceros lugares de grupo, en estas instancias se enfrentó al AS Puma Generaleña el cual derrotó por marcadores de 3 a 2 y 4 a 2 en los juegos de ida y vuelta respectivamente. En semifinales se enfrenta al Municipal Turrialba en una serie muy pareja en la cual ambos encuentros terminan con empate a 1 gol, el equipo logra su boleto a la final mediante los lanzamientos desde el punto de penal donde vencieron a su rival 2 a 0. En la final del torneo se enfrentó al equipo de Jicaral Sercoba logrando la victoria en el juego de ida por un marcador de 3 a 2 y un empate a 2 goles en el juego de vuelta consiguiendo de esta manera el título de clausura y el derecho a disputar la gran final por el ascenso ante el campeón del Torneo de apertura 2016, el mismo Jicaral Sercoba.
En la gran final, el juego de ida se desarrolló en el estadio de la Asociación Cívica Jicaraleña en el cual Jicaral Sercoba logra sacar la ventaja al vencer 2 a 1, sin embargo, en el juego de vuelta el equipo logra remontar con un marcador de 3 a 0 obteniendo así por primera vez en su historia el ascenso a la máxima categoría del fútbol costarricense.

### Descenso y regreso a la Segunda
En la Temporada 2023-2024 en la Liga Promerica, tras 7 años desde su ascenso a la máxima categoría el 27 de abril de 2024, el conjunto cae en el Estadio Rafael Bolaños, por la mínima ante Guanacasteca por la fecha 20 del Clausura 2024, lo cual consume su descenso a la Segunda División de Costa Rica.

### Compra y cambio de administración
En julio de 2025 se dio a conocer que el empresario y propietario del Sporting F. C., Osael Maroto, adquirió la franquicia del Municipal Grecia, con la idea de invertir en el club con la intención de desarrollar a los jóvenes valores de la zona y realizar intercambio con jugadores de las fuerzas básicas del equipo de Primera División.

## Estadio
Su centro deportivo es el Estadio Allen Riggioni ubicado en el centro de la ciudad de Grecia, precisamente en Barrio Colón.
Su césped es natural, tiene pista atlética a su alrededor, iluminación artificial, graderías a dos sectores del reducto y cuenta con un aforo de 4000 espectadores aproximadamente.         

## Mascota Oficial
La pantera es la mascota oficial del equipo. Al inicio del club se eligió este animal por su fuerza y destreza, la cual la tiene el equipo en cada partido.

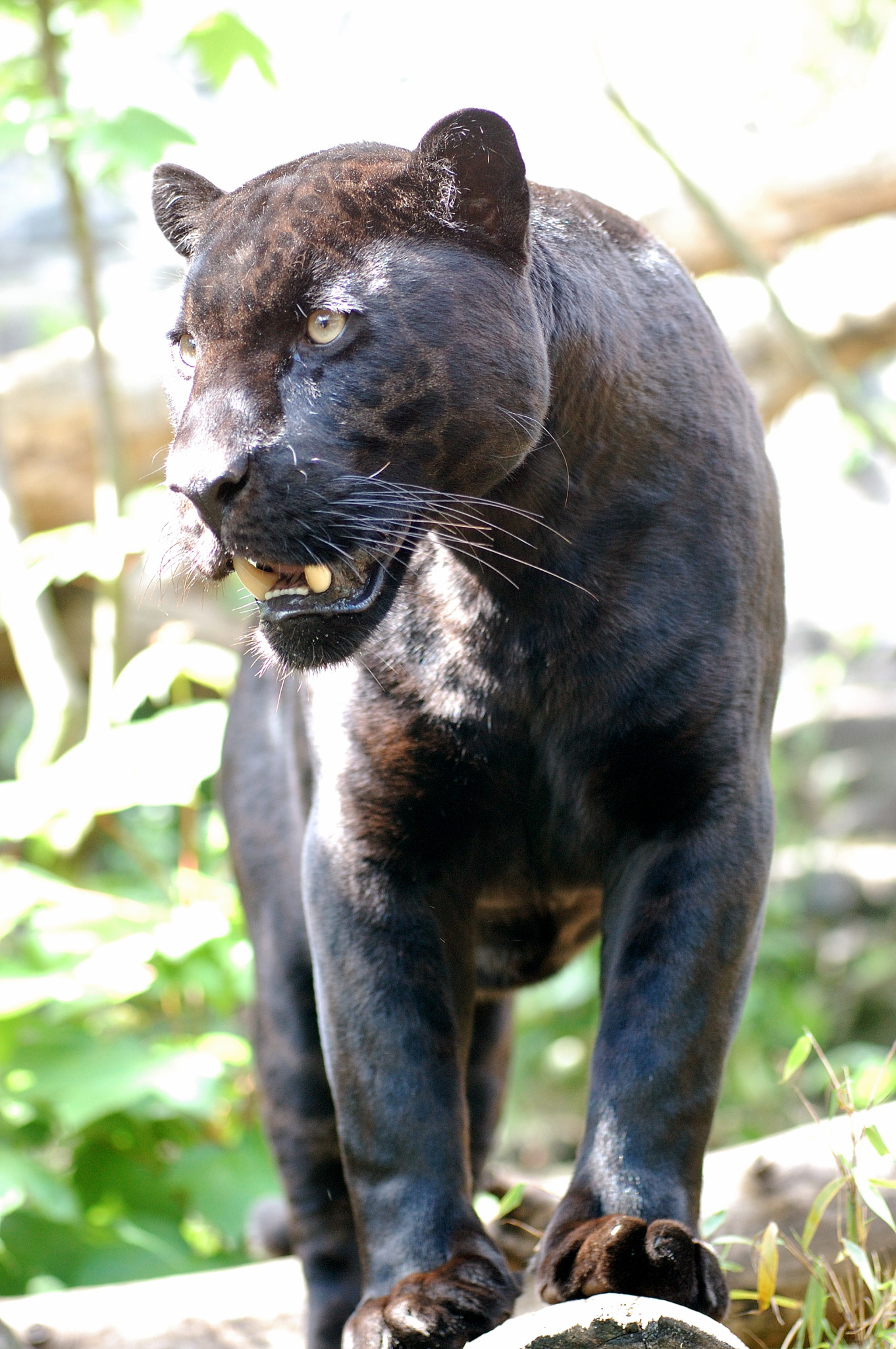
La Pantera es la mascota del equipo griego

## Datos del club

### Hitos y récords en Primera División
- Temporadas en 1.ª División: 7 (2017-actualidad)

- Mayor goleada conseguida:
  - En campeonatos nacionales: Municipal Grecia 4-0 Club Sport Cartaginés

- - En campeonatos internacionales: No ha participado
- Mayor goleada encajada:
  - En campeonatos nacionales: Deportivo Saprissa 7 - 0 Municipal Grecia
  - En campeonatos internacionales: No ha participado
- Mejor puesto en la liga: 5°
- Peor puesto en la liga: 11° (Apertura 2019)
- Máximo goleador: Alberth Villalobos
  - Primer juego Oficial:
- Municipal Grecia 0 - 3 Liga Deportiva Alajuelense (30 de julio de 2017) / Estadio Nacional.
  - Anotador del primer gol Oficial en Primera:
- Luis José Hernández 
  Guadalupe Fútbol Club 0 - 3 Municipal Grecia (6 de agosto de 2017) / Estadio Coyella Fonseca

Última actualización: 15 de Septiembre del 2023

### Hitos y récords en Liga de Ascenso
- Temporadas en 2.ª División: 19 (Desde Apertura 1998 hasta Clausura 2017)
- Temporadas en 3.ª División: 0

- Mayor goleada conseguida:
  - En campeonatos nacionales: Municipal Grecia 12 - 1 Jacó Rays
  - En campeonatos internacionales: No ha participado
- Mayor goleada encajada:
  - En campeonatos nacionales: Puntarenas FC 10 - 0 Municipal Grecia
  - En campeonatos internacionales: No ha participado
- Mejor puesto en la liga: Campeón Liga de ascenso
- Peor puesto en la liga: Sin dato
- Máximo goleador:  John Sánchez (77 goles)
  - Primer juego Oficial:
- Puriscal  2 - 2 Municipal Grecia (13 de septiembre de 1998) / Estadio Luis Ángel Calderón.
  - Anotador del primer gol Oficial:
- Randall Pitufo Cortés 
  Puriscal   2 - 2 Municipal Grecia (13 de septiembre de 1998) / Estadio Luis Ángel Calderón.

## Uniforme
- Uniforme titular:  Camiseta, pantaloneta y medias negras con líneas verticales y ribetes azules.
- Uniforme de visita: Camiseta, pantaloneta y medias blancas con líneas verticales y ribetes azules.
- Uniforme alternativo: Camiseta, pantaloneta y medias azules con líneas verticales y ribetes verdes.

## Jugadores

### Transferencias 2024
| Altas                  | Altas         | Altas                       | Altas    | Altas |  |
| Jugador                | Posición      | Procedencia                 | Tipo     | Coste |  |
| ---------------------- | ------------- | --------------------------- | -------- | ----- |  |
| Pedro Martínez Blanco  | Defensa       | Club de Fútbol Pachuca      | Préstamo |       |  |
| Juan Ángel Albín       | Mediocampista | Club Atlético Universitario | Libre    |       |  |
| Alberto Alvarado Morín | Delantero     | FC Haka                     | Libre    |       |  |

### Bajas
| Bajas                  | Bajas         | Bajas                       | Bajas           | Bajas |
| Jugador                | Posición      | Destino                     | Tipo            | Coste |
| ---------------------- | ------------- | --------------------------- | --------------- | ----- |
| Liborio Sánchez        | Portero       | Coatepeque F.C.             | Libre           |       |
| Lucien Galtier         | Defensa       | Desconocido                 | Libre           |       |
| Kenner Gutiérrez       | Defensa       | Puntarenas F.C.             | Libre           |       |
| Juan Carlos Amador     | Defensa       | Desconocido                 | Libre           |       |
| Samuel Román           | Defensa       | Inter de San Carlos         | Libre           |       |
| Mario de Luna          | Defensa       | Desconocido                 | Libre           |       |
| Gustavo Méndez         | Mediocampista | A.D. San Carlos             | Fin de préstamo |       |
| Esteban Ramírez        | Mediocampista | PFA Antioquia               | Libre           |       |
| Daniel Espeleta        | Mediocampista | Bandera de ?                | Libre           |       |
| Facundo Macarof        | Mediocampista | Club Sportivo Italiano      | Libre           |       |
| Andy Reyes             | Delantero     | Santa Ana F.C.              | Libre           |       |
| Giovanni Clunie        | Delantero     | Guadalupe F.C.              | Libre           |       |
| Albert Villalobos      | Delantero     | Quepos Cambute              | Libre           |       |
| Jefferson Rivera       | Mediocampista | Municipal de Pérez Zeledón  | Libre           |       |
| Kadeem Cole            | Mediocampista | Puntarenas FC               | Libre           |       |
| Luís Alfredo Rodríguez | Delantero     | Asociación Deportiva Sarchí | Libre           |       |
| Carlos Villegas        | Delantero     | Inter de San Carlos         | Libre           |       |
| Brayan Rojas           | Delantero     | Municipal Liberia           | Libre           |       |
| José Guillermo Ortiz   | Delantero     | Puntarenas FC               | Préstamo        |       |

## Palmarés

### Títulos nacionales
| Competiciones nacionales             | Títulos          | Subcampeonatos |
| ------------------------------------ | ---------------- | -------------- |
| Segunda División de Costa Rica (2/1) | CL-2017, 2016-17 | 2003-04        |